# Periclimenes granuloides
Periclimenes granuloides är en kräftdjursart som beskrevs av Hayashi in Baba, Hayashi och Toriyama 1986. Periclimenes granuloides ingår i släktet Periclimenes och familjen Palaemonidae. Inga underarter finns listade i Catalogue of Life.